# Carmina Cantabrigiensia

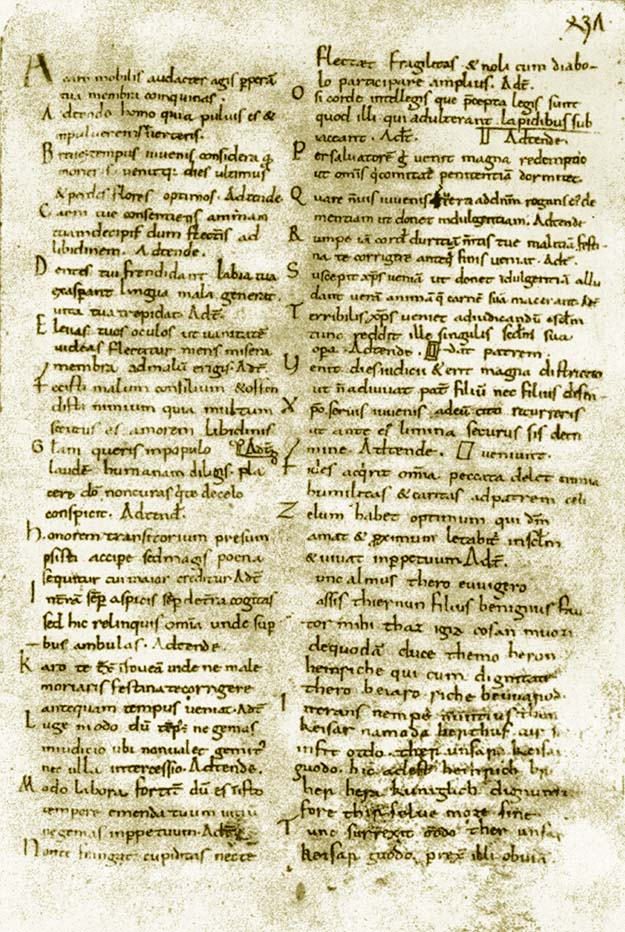
Folio 436v del Codex Cantabrigiensis

I Carmina Cantabrigiensia sono una collezione di poemi goliardici in latino medioevale contenuti su dieci fogli (ff. 432–41) del Codex Cantabrigiensis (C, MS Gg. 5.35), oggi custoditi presso la biblioteca dell'Università di Cambridge.
I testi sopravvissuti sono copie fatte poco prima o appena dopo la conquista normanna dell'Inghilterra (1066). 
Potrebbero essere stati raccolti da uno studioso inglese, che aveva viaggiato in Europa in un periodo appena successivo all'ultimo canto datato (1039), e che lui aveva riportato  nella chiesa di sant'Agostino di Canterbury, dove vennero copiati e dove il "Codex" è stato ospitato a lungo. Il manoscritto originale venne probabilmente distrutto in un incendio che colpì la chiesa nel 1168.
Il dialetto usato nelle poche parti vernacolari, usate in alcune delle canzoni, appartiene alla lingua alto-tedesca antica parlato nella zona centro-settentrionale della Renania, probabilmente  dall'area compresa tra Treviri, Colonia e Xanten. È stato suggerito che alcune delle canzoni potrebbero aver avuto origine in Francia o in Italia, infatti, mentre la maggior parte dei Carmina Cantabrigiensia sono presenti solo nel manoscritto di Cambridge, alcuni sono duplicati in un manoscritto (W), proveniente da Wolfenbüttel in Bassa Sassonia.
Per lungo tempo si era pensato che i Carmina Cantabrigiensia fossero quarantanove, ma un foglio mancante, che ne conteneva ventisette, venne scoperto a Francoforte e restituito alla Biblioteca dell'Università nel 1982.
Tutti i carmina sono stati copiati dalla stessa mano. Altri sette copiati da una mano diversa, ma che si ritiene appartengano allo stesso "Codex" (oltre ai primi quarantanove) sono state identificati come probabilmente facenti parte della collezione. Perciò ora si ritiene che il numero totale dei Carmina Cantabrigiensia sia di ottantatré.
Alcuni dei versi sono neumati, per cui si presume che l'intera collezione venisse cantata. Quattro dei quarantanove originali vengono definiti modi (cioè melodie ovvero sequenze). Lo scopo della raccolta non è ancora del tutto chiaro, poteva trattarsi di un'antologia di versi latini utilizzata per insegnare la lingua, oppure di un libro di canzoni per i menestrelli girovaghi (i cosiddetti  Clerici vagantes) o ancora di un'antologia privata. Il classicista Keith Sidwell sostiene che si tratterebbe del "..repertorio di un intrattenitore che lavorava alla corte imperiale".

## Lista dei Carmina
Tutti i brani del codice di Cambridge vengono a volte catalogati come "Testi in onore degli imperatori della Germania nella prima metà dell'XI° secolo". Infatti tutti i canti dalla Nenia de mortuo Heinrico II imperatore fino a  Gratulatio regine a morbo recreate  elogiano direttamente i sovrani della dinastia salica.
- Carmen Christo dictum
- Modus qui et Carelmanninc
- Laudes Christo acte
- Hymnus paschalis
- Resurrectio
- Ad Mariam
- De epiphania
- Rachel
- De domo s. Cecilie Coloniensis
- De s. Victore carmen Xantense
- De Heinrico
- Modus Ottinc
- Nenia de mortuo Heinrico II imperatore
- Nenia in funebrum pompam Heinrici II imperiatoris
- Cantilena in Conradum II factum imperatorem
- Cantilena in Heinricum III anno 1028 regem coronatum
- Nenia de mortuo Conrado II imperatore
- Gratulatio regine a morbo recreate
- Cantilena in Heribertum archiepiscopum Coloniensis
- Ecclesie Trevirensis nomine scripti ad Popponem archiepiscopum versus
- De Willelmo
- Modus Liebinc
- De proterii filio
- De Lantfrido et Corbone
- Modus florum
- Herigêr
- De Iohanne abbate
- Sacerdos et lupus
- Alfrâd
- Carmen estivum
- De luscinio
- Verna femine suspiria
- Invitatio amice
- Magister puero
- Clericus et nonna
- In languore perio
- Lamentatio Neobule
- Admonitio iuvenum
- De musica
- De mensa philosophie
- De simphoniis et de littera Pithagore
- Diapente et diatesseron
- Umbram Hectoris videt Eneas
- Hipsipile Archemorum puerum a serpente necatum plorat
- Argie lamentatio maritum polinicum a fratre interfectum in venientis
- Nisus omnigenti